# (93061) Barbagallo
Pour les articles homonymes, voir Barbagallo.
(93061) Barbagallo est un astéroïde de la ceinture principale.

## Description
(93061) Barbagallo est un astéroïde de la ceinture principale. Il fut découvert le 23 septembre 2000 à Bologne par l'observatoire San Vittore. Il présente une orbite caractérisée par un demi-grand axe de 2,58 UA, une excentricité de 0,12 et une inclinaison de 10,3° par rapport à l'écliptique.

## Compléments